# سفیدماهی آب شیرین
سفیدماهی آب شیرین (نام علمی: Coregonidae) نام یک تیره از فراراسته آزادماهی‌واران است.